# فترة نارا
فترة نارا (بـاليابانية: 奈良時代) ما بين (710 م.-794 م.): من فترات التاريخ الياباني. سميت الفترة على اسم نارا، وهي المدينة التي احتضنت البلاط الإمبراطوري.
أقدم البلاط الإمبراطوري عام 710 م. على تعطيل عادة متبعة، تلزم الإمبراطور الجديد تغيير محل إقامته عند اعتلاء العرش. فتم إقرار «هيي-جو كيو» (المكان عرف لاحقاَ بـ«نارا» (奈良)، والذي نسبت هذه الفترة من تاريخ اليابان إليه) كعاصمة دائمة للبلاد. تم تصميم العاصمة على نمط مركزي، وشكل مربع تقليدا للمدن الصينية آنذاك. عرفت الحياة السياسية لهذه الفترة هيمنة أبناء «ناكاتومي نو كاماتاري»، الذين اشتهروا باسم «فوجي-وارا» (藤原) أو (藤氏)، وكان من أهم أعمالهم تشجيع البوذية، كما يشهد على ذلك تمثال نارا لبوذا، والذي أنجز حوالي 752 م. والحيوية التي عرفتها العلاقات الدبلوماسية مع الصين التي كانت تحكمها سلالة الـ«تانغ» آنذاك.
بدأ السكان في التكاثر المستمر، وبدا أن المساحات المخصصة لزراعة الأرز، والتي تم توزيعها حسب النظام القديم لن تكف. تم منذ العام 723 م. الإعلان عن مرسوم يسمح بموجبه للذين يقومون بتهيئة أراضٍ جديدة، باستغلالها خلال ثلاثة أجيال كاملة. مع بداية تعميم تطبيق هذا المرسوم عام 743 م. بدأت المعابد والعائلات الكبيرة في اقتناء مساحات شاسعة من الأراضي واستغلالها لمدة غير محدودة.
تمت خلال هذه الفترة كتابة أولى التواريخ اليابانية، كـ«كوجيكي» (古事記) أولا العام 712 م. ثم «نيهون شوكي» (日本書紀) العام 720 م. كما تم في نفس الفترة الانتهاء من تجميع أولى الملاحم الشعرية، أو ما عرف باسم «مان يوشو» (万葉集) «مجموعة العشرة آلاف ورقة» ح 760 م. كما عرفت الفترة نفسها انتشار الفنون والطابع المعماري ذو التأثيرات الصينية، مع ظهور بعض العلامات الفارقة فيهما والتي أعطت فيما بعد الطابع المميز للبلاد. بدأت المعابد البوذية في التكاثر، وكثر معها عدد رجال الدين والمستخدمين، وشكل ذلك عبئاً ثقيلا على البلاط الإمبراطوري. حاول الإمبراطور «كانمو» (الذي حكم ما بين 781 م. و 806 م.) أن يتخلص من العبئ والتأثير الذين كانا يمارسهما رجال الدين على البلاط، فتم نقل العاصمة إلى «ناغا أوكا» سنة 784 م، ثم بعد عشر سنوات في 794م إنتقلت العاصمة مرة أخرى إلى «هيي-آن كييو» والتي عرفت بعدها باسم «كيوتو»، ظلت المدينة مركزا للبلاط الإمبراطوري حتى 1868 م. حين تم إعلان الإصلاحات فانتقل البلاط إلى «طوكيو» ودخلت اليابان بعدها الفترة الحديثة.

## أحداث
- 710: تحول عاصمة اليابان من فوجيوارا إلى نارا تقليداً للعاصمة الصينية شيان
- 712: تجميع كتابات كوجيكي
- 720: تجميع كتابات نيهون شوكي
- 743: إصدار الإمبراطور شومو قرار ببناء (تودائي-جي)
- 752: إكمال بناء تمثال بوذا الكبير (دايبوتسو) في معبد تودائي-جي.
- 759: تجميع كتابات مانيوشو
- 784: انتقال الإمبراطور إلى ناغاوكا
- 788: الراهب البوذي سايتشو يقوم بتأسيس صومعة على جبل هيه قرب كيوتو.
- 794: نقل العاصمة إلى مدينة كيوتو.

## اقرأ أيضاً
- تودائي-جي
- نارا
- البوذية